# Âm điệu

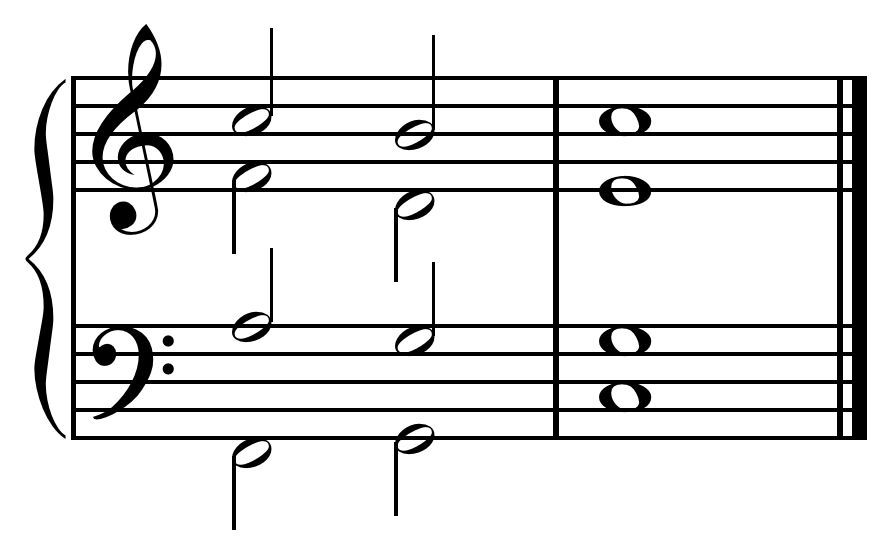
Giai kết chính thức/thực sự(perfect authentic cadence) (IV–V–I Hợp âm, tại đó chúng ta thấy hợp âm Fa trưởng, Son trưởng, và sau đó là Đô trưởng trong phần hòa âm thứ 4) trong Đô trưởng. "Nhạc Giọng điệu được xây dựng xung quanh những chủ âm này và những điểm âm át[Kết], và chúng hình thành những nền tảng cơ bản trong cấu trúc âm nhạc" (.

Giọng điệu là sự sắp xếp các nốt và/hoặc hợp âm của một tác phẩm âm nhạc theo một hệ thống thứ bậc về các mối quan hệ, tính ổn định, sự thu hút và hướng phát có thể cảm nhận được. Trong hệ thống thứ bậc này, những Cao độ đơn lẻ hay hợp âm 3 nốt với tính ổn định cao nhất gọi là chủ âm. Một nốt trong hợp âm chủ tạo nên tên của một Điệu tính; vì vậy trong Điệu tính Đô trưởng, nốt Đô vừa là chủ âm của âm giai vừa là một nốt trong hợp âm chủ(Đô-Mi-Son). Dòng nhạc dân ca thường bắt đầu và kết thúc bằng nốt chủ âm. Hầu hết thường dùng thuật ngữ "là việc tạo ra sự sắp xếp các hiện tượng âm nhạc xung quanh một chủ âm trung gian trong âm nhạc châu Âu từ khoảng 1600 khoảng năm 1910" ((Hyer 2001). Âm nhạc cổ điển cùng thời từ năm 1910 – 2000 có thể thực dụng hay tránh sử dụng Giọng điệu – nhưng việc hòa âm trong hầu hết các dòng nhạc phổ thông tại Châu Âu vẫn duy trì việc sử dụng chủ âm. Việc hòa âm trong nhạc  jazz bao gồm nhiều nhưng không phải tất cả việc sử dụng Giọng điệu trong thời kì 1600 - 1900 tại Châu Âu, đôi khi được gọi là "Âm nhạc cổ điển"..
"Tất cả những hòa âm trong âm nhạc phổ thông đều sử dụng Chủ âm, và tất cả đều sử dụng hợp âm chủ"(Tagg 2003, 534). Giọng điệu là một hệ thống có tổ chức về các tông nhạc(Ví dụ: Tông của âm giai trưởng và thứ), tại đó một tông(Chủ âm) trở thành điểm trung tâm để duy trì các tông khác. Những tông còn lại được định nghĩa dựa vào mối quan hệ với Chủ âm. Trong Giọng điệu, Chủ âm là tông hoàn toàn dễ chịu và ổn định với nhiệm vụ chính là hướng theo cái mà những tông khác dẫn dắt(Benward & Saker 2003, 36). Kết(cadence) – đến một điểm nghỉ - tại đó hợp âm át hay hợp âm bảy át sẽ chuyển thuận về hợp âm chủ đóng một vai trò quan trọng trong việc thiết lập Giọng điệu của một bài nhạc. "Một bài nhạc có chủ âm là bài nhạc có sự nhất quán và kích thước. Bài nhạc sẽ nhất quán nếu nó hướng một cách triệt để đến một hệ thống chung được tạo bởi một nguyên tắc sáng tác duy nhất rút ra từ một hệ thống âm giai cơ bản; một bài nhạc có kích thước nếu nó có thể được nhận ra từ các phần khác nhau"(Pitt 1995, 299).
Thuật ngữ "tonalité" bắt nguồn từ Alexandre-Étienne Choron (1810) và được mượn dùng bởi François-Joseph Fétis vào năm 1840(Reti 1958,[page needed]; Simms 1975, 119; Judd 1998a, 5; Heyer 2001; Brown 2005, xiii). Theo  Carl Dahlhaus, tuy nhiên, thuật ngữ "tonalité" được tạo ra bởi Castil-Blaze trong năm 1821(Dahlhaus 1967, 960; Dahlhaus 1980, 51). Mặc dù Fétis dùng nó như một thuật ngữ phổ thông cho một hệ thống âm nhạc và gọi là types de tonalities hơn là một hệ thống đơn lẻ, ngày nay thuật ngữ này được dùng để chỉ Giọng điệu trưởng – thứ, một hệ thống âm nhạc của thời kì 1600 – 1900. Giọng điệu trưởng – thứ cũng được gọi là Giọng điệu hòa âm(harmonic tonality)(Trong nhan đề của Carl Dahlhaus 1990, dịch sang tiếng Đức là harmonische Tonalität), hay một số tên gọi khác như diatonic tonality, common practice tonality, functional tonality, hay chỉ đơn giản là Giọng điệu(tonality).

## Bản chất và vai trò
Có ít nhất 8 cách hiểu khác nhau về từ "Giọng điệu"(hay một tính từ của nó là "tonal"), một vài trong số đó được định nghĩa dựa vào nhau(Hyer 2001): 

### Một hệ thống có tổ chức
Một tổ chức có hệ thống của các Cao độ trong bất kì loại âm nhạc nào, bao gồm âm nhạc phương Tây trước thế kỉ 17 và rất nhiều thể loại nhạc khác không có ở phương Tây, như là nền âm nhạc dựa trên hệ thống cao độ slendro và pelog của các nhạc cụ  gamelan của người Indonesian hay việc sử dụng mô hình hạt nhân của hệ thống giai điệu của người Ả Rập hay hệ thống âm nhạc của người Ấn Độ(raga).
Cách hiểu này cũng được áp dụng đối với các tập hợp chủ âm hòa âm trong học thuyết của Jean-Philippe Rameau cũng như 144 phương thức chuyển cơ bản của kĩ thuật 12 tông(twelve-tone technique). Giữa thế kỉ 20, nó trở thành "một bằng chứng rằng cấu trúc 3 nốt không nhất thiết tạo ra một tông trung tâm, và hình thức hòa âm không phải 3 nốt có thể có chức năng như một thành phần trung gian, và có thể một cấu trúc 12 tông phức tạp không loại bỏ sự tồn tại của tông trung tâm".(Perle 1991, 8)
Đối với nhạc sĩ, học giả âm nhạc George Gypsy,Giọng điệu không phải là "một vấn đề của tông trung tâm", dù nó dựa trên một kết cấu tự nhiên của các Cao độ được rút ra từ chuỗi những âm bồi(overtone) hay dựa trên một thứ tự cao độ nhân tạo; cả hai cái trên đều rất quan trọng trong việc kết nối các loại cấu trúc Cao độ mà chúng ta có thể tìm trong âm nhạc diatonic truyền thống" (Pitt 1995, 291). Cách hiểu này(giống với một vài người khác) rất dễ bị ảnh hưởng đến việc sử dụng về tư tưởng, như Schoenberg, được thực hiện bằng cách dựa vào những tư tưởng trong suốt một quá trình phát triển của các dòng nhạc "để cố quy chụp những hiện tượng sáng tác hoàn toàn khác nhau vào chung một tiến trình lịch sử duy nhất mà ở đó âm nhạc của ông mang lại một thời đại mới để kết thúc thời đại cũ và khởi đầu cho một thời đại mới." Từ góc nhìn này, âm nhạc 12 cung được cho là "tự nhiên và đỉnh cao của quá trình phát triển(Webern) hay về mặt lịch sử (theo Adorno) là một sự tổng hợp biện chứng của dòng nhạc lãng mạn thời kì cuối trái với sự thăng hoa âm nhạc về Giọng điệu trong hệ thống đơn sơ của những cách tiếp cận khác" (Hyer 2001)..

### Sự sắp xếp về mặt lý thuyết của các Cao độ
Bất kì sự sắp xếp hợp lý nào về các Cao độ trong âm nhạc đều xuất hiện trước tất cả những hiện tượng âm nhạc cụ thể.
Ví dụ, "Sainsbury, tác giả đã dịch Choronsang tiếng Anh vào năm 1825, giải thích sự xuất hiện ban đầu của Giọng điệu như một "hệ thống của âm giai" trước khi cho nó một thuật ngữ mới là "Giọng điệu". Trong khi hệ thống giọng điệu tạo nên một khái niệm về cái không có thực(vì vậy chỉ đến từ cảm nhận) từ âm nhạc thực tế. Nó được thực tế hóa trong âm nhạc, biến đổi từ một khái niệm thành một hiện thực. Theo cách hiểu này, nó được xem như một hình thức Platonic hay một phần thiết yếu theo cách hiểu về mặt trí thức, cái mà tồn tại trước những hiện tượng âm nhạc, và vì vậy có thể được lý thuyết hóa và thảo luận mà không cần quan tâm đến những điều kiện âm nhạc cụ thể" (Hyer 2001).

### So sánh với hệ thống thang âm và hệ thống nhạc phi chủ âm
Như một thuật ngữ được so sánh với  thang âm và nhạc phi chủ âm, ngụ ý rằng nhạc có chủ âm, một mặt, không còn được tiếp nối như một sự thể hiện văn hóa từ dòng nhạc có thang âm(trước năm 1600) và mặt khác là nhạc không có chủ âm(sau năm 1910).

### Khái niệm tiền hiện đại
Một khái niệm phổ biến ứng dụng cho dòng nhạc tiền hiện đại, dùng để chỉ 8 thang âm của các nhà thờ phương Tây, ngụ ý rằng sự tiếp diễn lịch sử quan trọng làm nền tảng cho âm nhạc trước và sau sự xuất hiện chủ nghĩa hiện đại trong âm nhạc khoảng những năm 1600, với sự khác biệt của Giọng điệu cổ(trước 1600) và Giọng điệu hiện đại(sau 1600) cái mà chú trọng vào sự nhấn mạnh hơn là thể loại.

### Chủ âm trung gian
Các hiện tượng của âm nhạc(sự hòa âm, cấu trúc phách, chu trình hòa âm, giai điệu, các thể loại) được sắp xếp hay được hiểu trong mối quan hệ với chủ âm trung gian.

### Các học thuyết về Chủ âm
Hiện tượng âm nhạc được hiểu và diễn giải bằng các thuật ngữ trong các học thuyết về Chủ âm.
Đây là một cách hiểu mang tính tâm lý học, ví dụ "người nghe hướng đến việc nghe những Cao độ phát ra", ví dụ, một nốt La trên Đô, một nốt thăng 4th trên Mi giáng, thứ 3rd trong một hợp âm Fa thăng thứ, một âm trội liên quan đến Rê, hay bậc 2 của âm giai(với những dấu "caret" xác định một bậc của âm giai) trong Son trưởng hơn là một chu kì "acoustic" đơn thuần, trong trường hợp này là 440 Hz" (Hyer 2001).

### Khái niệm tương tự "Điệu tính"
Đối với các nhạc sĩ nghiệp dư và âm nhạc nổi tiếng khái niệm "Giọng điệu" đồng nghĩa với khái niệm "Điệu tính" – dịch sang tiếng Anh là "keyness"
Cách sử dụng rộng rãi nhất, dùng để chỉ sự sắp xếp những âm xung quanh những âm trung gian(a referential tonic), như được phát hiện trong âm nhạc Châu Âu  từ năm 1600 đến năm 1910, dùng mô hình trưởng và thứ.

### Những quan điểm khác
"Chuỗi hòa âm giọng điệu luôn luôn phải có hợp âm 3"(Brown 2005, 46).
Trong những chuỗi hòa âm trưởng và thứ, một quãng 5 luôn được ngụ ý và hiểu từ người nghe thậm chí khi nó không được nhấn mạnh. Để có vai trò như một chủ âm, một hợp âm buộc phải là hợp âm 3 trưởng hoặc thứ. Chức năng chủ chốt cần một hợp âm 3 trưởng với một nốt quãng 5 trên chủ âm liên quan và chứa nốt dẫn của Điệu tính. Hợp âm trội này buộc phải theo sau những hợp âm trội như một mục tiêu áp chót của một chuyển động được hoàn tất bằng việc di chuyển đến chủ âm. Trong quá trình cuối di chuyển từ hợp âm trội đến chủ âm, âm dẫn thường thăng lên bởi chuyển động nửa cung đến bậc chủ âm của âm giai(Berry 1976, 54; Brown 2005, 4; Burnett and Nitzberg 2007, 97; Rogers 2004, 47). Một hợp âm 7 trội luôn tồn tại một hợp âm 3 trưởng với một nốt thứ bậc 7 được thêm vào. Để mà đạt được điều này trong Điệu tính thứ, bậc 7 của âm giai buộc phải được thăng lên để tạo thành hợp âm 3 trưởng trội (Duckworth 2015, 225; Mayfield 2013, 94).
David Cope (1997) cho rằng Điệu tính, sự thuận và nghịch(nhẹ nhàng và dồn dập), và mối quan hệ phân cấp là 3 khái niệm cơ bản nhất trong Giọng điệu.
Carl Dahlhaus (Dahlhaus 1990, 102) đưa ra một mô hình về hòa âm Giọng điệu, "điển hình trong mẫu sáng tác ở thế kỉ 16 và đầu thế kỉ 17," như "một cái kết hoàn tất" I–ii–V–I, I–IV–V–I, I–IV–I–V–I; chu kì của một quá trình quãng 5 I–IV–vii°–iii–vi–ii–V–I; chủ nghĩa cân bằng(parallelism) giữa trưởng và thứ: thứ v–i–VII–III thì cân bằng với trưởng iii–vi–V–I; hay thứ III–VII–i–v thì cân bằng với trưởng I–V–vi–iii. Phần cuối của quá trình này được định nghĩa bởi việc hòa âm "ngược"("retrograde").

### Sự thuận và nghịch
Sự thuận và nghịch giữa các quãng khác nhau đóng một vai trò quan trọng trong việc xác định Giọng điệu của một bài nhạc hay một đoạn nhạc trong âm nhạc thời kì 1600-1900 và dòng nhạc phổ thông. Ví dụ, đối với một bài nhạc đồng quê ở Điệu tính Đô trưởng, hầu hết tất cả những hợp âm 3 trong bài nhạc sẽ là những hợp âm trưởng hoặc thứ ổn định và thuận(Ví dụ trong Điệu tính Đô trưởng, những hợp âm thường dùng là Rê thứ, Fa trưởng, Son trưởng, v..v). Những hợp âm nghịch thường dùng trong một bản nhạc pop là hợp âm 7 trội được xây dựng trên bậc 5 của âm giai; trong Điệu tính Đô trưởng, hợp âm thường dùng là hợp âm Son 7 trội, hay hợp âm G7, cái mà chứa các nốt Son, Si, Rê và Fa. Hợp âm 7 trội này chứa một quãng 4(tritone) nghịch giữa nốt Si và Fa. Trong nhạc pop, người nghe sẽ dự đoán quãng 4 này được trả về một hợp âm thuận, ổn định(trong trường hợp này thường là một Đô trưởng kết(điểm nghỉ) hay một kết gián đoạn(deceptive cadence) chuyển đến một hợp âm thứ).

### Âm nhạc giọng điệu
"Một phần lớn hơn trong thế giới nhạc đồng quê và âm nhạc nghệ thuật tuân theo quy tắc Giọng điệu." cho đến khi định nghĩa sau còn đúng: "Âm nhạc coi trọng Giọng điệu cho quyền ưu tiên với một tông hay chủ âm đơn. Trong loại nhạc này, tất cả những tông và mối quan hệ Giọng điệu tương ứng được nghe và xác định bằng chủ âm của nó"(Susanni 2012, 66). Trong cách hiểu này, "Tất cả sự hòa âm trong âm nhạc truyền thống đều liên quan đến Giọng điệu, và tất cả đều liên quan đến chủ âm"(Tagg 2003, 534). Tuy nhiên, "Trong sự lệ thuộc liên tục vào Giọng điệu, có một bằng chứng về một dòng nhạc đồng quê tương đối tách biệt, cái mà không được sáng tác hoàn toàn hay thậm chí dựa theo quy tắc về Giọng điệu. ... trong suốt thời kì Giọng điệu được xem như một nguyên tắc bất di, bất dịch đã xuất hiện một dòng nhạc dân gian quê hương được sáng tác dựa trên những nguyên tắc khác với nguyên tắc Giọng điệu, và luôn có một khuôn mẫu nhất định: những bài ca của người Celtic và dòng nhạc blue là những ví dụ rõ ràng nhất(Shepherd, Virden, Vulliamy, and Wishart 1977, 156).
Theo Allan Moore (1995, 191), "một phần di sản của nhạc rock dựa trên Giọng điệu của thời kì 1600-1900"(Burns 2000, 213) nhưng, vì nốt dẫn(leading-note)/nốt quan hệ với chủ âm là "một định lý để định nghĩa về chủ âm của thời kì 1600-1900", và một yếu tố cơ bản để nhận diện nhạc rock là sự vắng mặt của một nốt dẫn diatonic, sự hòa âm của nhạc rock, "khi mà Giọng điệu trong nhạc rock có rất nhiều điểm giống với nhạc cổ điển, nhưng lại hoàn toàn khác nhau" (Moore 1995, 187). Những hợp âm mạnh(power chord) là một vấn đề quan trọng khi cố gắng ứng dụng Giọng điệu của dòng nhạc cổ điển vào sự đa dạng của dòng nhạc phổ thông. Các thể loại như là heavy metal(rock), new wave(rock), punk rock và dòng nhạc grunge "lấy những hợp âm mạnh(power chord) đưa vào những hoàn cảnh mới, thường với nhấn mạnh việc giảm sử dụng Giọng điệu. Những thể loại này luôn được nhấn mạnh thành 2 phần – một dây bass được tăng lên gấp đôi thành quãng 5 và giọng hát. Kĩ thuật power chord thường được kết hợp với các kĩ thuật hiện đại khác" (Everett 2000, 331).
Nhạc jazz chủ yếu sử dụng Giọng điệu, nhưng "Giọng điệu trong nhạc jazz có những đặc điểm khác so với nhạc ở thời kì 1600 – 1900. Những đặc điểm này được thể hiện thông qua một tập hợp những quy tắc đặc biệt quyết định việc chuyển giọng(unfolding of harmonic function), những tranh cãi về giọng hát, những hợp âm chung và những hợp âm mở rộng"(Terefenko 2014, 26).

## Lịch sử và lý thuyết

### Thế kỷ 18
Tác phẩm "Treatise on Harmony" (1722) của Jean-Philippe Rameau là nỗ lực sớm nhất nhằm giải thích việc hòa âm Giọng điệu thông qua một hệ thống có trật tự dựa trên những nguyên lý tự nhiên(Girdlestone 1969, 520), được xây dựng dựa trên các đơn vị hợp âm ba, với việc Đảo(inversions).

### Thế kỷ 19
Thuật ngữ "Giọng điệu-tonalité" được sử dụng lần đầu vào năm 1810 bởi Alexandre Choron trong phần lời nói đầu của tác phẩm "Sommaire de l'histoire de la musique" (Brown 2005, xiii) trong tuyển tập "Dictionnaire historique des musiciens artistes et amateurs"(Tác phẩm mà ông hợp tác với François-Joseph-Marie Fayolle để xuất bản). Tác phẩm này mô tả sự chuyển biến(arrangement) của âm át(the dominant) và âm hạ át(subdominant) trên và dưới chủ âm – những khái niệm được diễn giải bởi Rameau. Theo Choron, cấu trúc này, cái mà chúng ta gọi là Giọng điệu hiện đại(tonalité modern), phân biệt với hệ thống hòa âm hiện đại ở thời kì trước(trước thế kỉ 17), bao gồm "tonalité des Grecs"(Điệu thức Hy Lạp cổ) và "tonalité ecclésiastique" (plainchant) (Choron 1810, xxxvii–xl; Hyer 2001). Theo Choron, sự khởi đầu của Giọng điệu hiện đại được tìm thấy trong âm nhạc của Claudio Monteverdi vào khoảng những năm 1595, nhưng hơn một thập kỉ sau những ứng dụng đầy đủ của hòa âm Giọng điệu cuối cùng cũng thay thế những niềm tin truyền thống về định hướng Giai điệu trong Điệu thức của âm nhạc nhà thờ, trong âm nhạc của trường phái Neapolitan – thể hiện rõ nét nhất ở nhạc sĩ Francesco Durante (Choron 1810, xxxviii, xl).
François-Joseph Fétis phát triển khái niệm "tonalité" trong những năm 1830 và 1840(Brown 2005, xiii), cuối cùng tạo nên học thuyết của riêng ông về Giọng điệu vào năm 1844, trong tác phẩm "Traité complet de la théorie et de la pratique de l'harmonie" (Hyer 2001; Wangermée and Ellis 2001). Fétis thấy Giọng điệu hiện đại như một cuộc tiến hóa lịch sử trải qua 3 giai đoạn: Giọng điệu của ordre transitonique("transitonic order"), Giọng điệu của ordre pluritonique ("pluritonic order") và, cuối cùng, Giọng điệu của ordre omnitonique ("omnitonic order"). Giai đoạn Giọng điệu "transitonic" được Fétis cho là có liên quan đến âm nhạc của Monteverdi. Ông mô tả những ví dụ sớm nhất của Giọng điệu như sau: "Trong những đoạn được trích dẫn ở đây từ những bài madrigal của Monteverdi(Cruda amarilli, mm. 9–19 and 24–30), chúng ta có thể thấy một Giọng điệu được quyết định bởi "accord parfait"[vị trí của một nốt trong hợp âm trưởng] trên chủ âm, bởi hợp âm thứ sáu được thêm vào những hợp âm trên bậc âm 3 và 7 của âm giai, bằng cách chọn một cách ngẫu nhiên accord parfait hay hợp âm thứ sáu trên bậc âm 6 của âm giai, và cuối cùng, bằng việc accord parfait và, quan trọng nhất, bằng hợp âm thứ 7 ngẫu hứng(với một hợp âm trưởng thứ 3) trên âm át" (Fétis 1844, 171). Giữa hầu hết các đại diện mờ nhạt của trường phái "Giọng điệu pluritonic" có hai ngôi sao sáng xuất hiện là Mozart và Rossini;  Đây là trường hợp mà Fétis cho là thành thục và lão luyện về Giọng điệu hiện đại (tonalité modern). Giọng điệu trong trường phái lãng mạn của Berlioz và đặc biệt là Wagner được Fétis cho là thuộc trường phái "Giọng điệu omnitonic" với những "ham muốn vô độ trong việc liên tục thay đổi chủ âm(modulation)" của nó (Hyer 2002, 748). Cái nhìn tiên tri của Fétis về "Giọng điệu omnitonic"(mặc dù ông không thiên vị nó) cho rằng cách phát triển ngày càng cao của Giọng điệu là một sự sáng tạo vượt bậc đối với lịch sử và các khái niệm học thuật trong thế kỉ 19 (Simms 1975, 132).
Khái niệm "Tonalité ancienne" được Fetis mô tả như Giọng điệu của ordre unitonique(Thiết lập một Điệu tính và cố định Điệu tính đó trong trường độ của bản nhạc). Ví dụ cơ bản cho Giọng điệu "unitonic order" này được ông thấy thể hiện trong âm nhạc nhà thờ
Fetis tin rằng Giọng điệu, tonalité modern, đều thuộc vấn đề văn hóa, khi ông nói rằng, "Về những yếu tố cơ bản của âm nhạc, các yếu tố tự nhiên không là gì khác hơn ngoài những tông khác nhau về mặt cao độ, trường độ, độ lớn(intensity) bởi những bậc âm cao hơn hay thấp nhất.... Khái niệm về các mối quan hệ tồn tại giữa các yếu tố đó được chú ý trong giới trí thức, và  một phần từ sự cảm âm, một phần khác từ sự mong muốn, chúng ta đã "trộn" tất cả những tông nhạc thành những chuỗi khác nhau, mỗi chuỗi phù hợp với cảm xúc, nhận thức và tư tưởng của những tầng lớp khác nhau. Vì vậy, những chuỗi này trở thành những thể loại khác nhau của Giọng điệu."(Fétis 1844, 11–12) "Nhưng một người sẽ nói, 'Điều gì là cốt lõi sau những âm giai này', và những gì, nếu không phải là các yếu tố tự nhiên và các định luật Toán học, đã tạo nên trật tự trong tông nhạc của âm giai?' Tôi sẽ trả lời rằng điều cốt lõi ở đây thuộc về vấn đề siêu hình học[nhân chủng học]. Chúng ta tạo ra trật tự này và Giai điệu và sự hòa âm, và từ đó tạo nên các hệ thống và nền giáo dục âm nhạc của chúng ta."(Fétis 1844, 249)
Tác phẩm "Traité complet" của Fetis là rất nổi tiếng. Chỉ riêng ở Pháp tác phẩm được tái bản 20 lần giữa năm 1844 và 1903. Ấn bản đầu tiên được in tại Paris và Brussels trong năm 1844, ấn bản thứ 9 được in tại  Paris vào năm 1864, và ấn bản thứ 20 được in tại Paris vào năm 1903. Để xem thêm thông tin thư mục, truy cập worldcat.org.
Trái lại, Hugo Riemann tin rằng Giọng điệu, "gắn kết chặt chẽ giữa Tông" hay "Tonverwandtschaften", là hoàn toàn tự nhiên và, theo Moritz Hauptmann (1853), thì hợp âm 3 trưởng và quãng 5 là những quãng duy nhất có thể "cảm trực tiếp" được, và I, IV, và V, chủ âm, âm hạ át, âm át liên hệ với quãng 5 bằng những nốt trong hợp âm của chúng(Dahlhaus 1990, 101–02).
Như vậy, khái niệm "Giọng điệu" phổ biến trong thời đại ngày nay là nhờ công của Fétis(Wangermée and Ellis 2001).
Những lý thuyết gia như Hugo Riemann và sau này là Edward Lowinsky (1962) và những người khác nhận thức khá trễ khi Giọng điệu hiện đại bắt đầu xuất hiện, và phần Kết(cadence) bắt đầu được thấy như một cách chắc chắn mà Giọng điệu được thiết lập trong một tác phẩm âm nhạc(Judd 1998).
Trong việc sáng tác của một số nhạc sĩ thời kì tiền Romantic và hậu Romantic như là Richard Wagner, Hugo Wolf, Pyotr Ilyich Tchaikovsky, Anton Bruckner, Gustav Mahler, Richard Strauss, Alexander Scriabin và những người khác, chúng ta thấy một sự đa dạng các quá trình sáng tác hòa âm và giai điệu có tác động làm yếu đi chức năng của giọng điệu. Những sáng tác này có thể dẫn đến việc không còn sử dụng Giọng điệu hay hiểu một cách mơ hồ về Giọng điệu, thậm chí đến một thời điểm nào đó, người ta sẽ không còn sử dụng Giọng điệu. Schoenberg mô tả tình trạng này của Giọng điệu(với việc chỉ ra những bản nhạc của Wagner, Mahler, nhạc của chính ông và rất nhiều người khác) là "aufgehobene Tonalität" và "schwebende Tonalität"(Schoenberg 1922, 444, 459–60), được dịch sang tiếng Anh nghĩa là Giọng điệu "không được sử dụng"(" suspended")("không có tác dụng","bị vô hiệu hóa") Giọng điệu còn đang cập nhật("không được sử dụng" hay "chưa được quyết định").

### Thế kỷ 20
Vào đầu thế kỉ 20, Giọng điệu bắt đầu lấy lại vị thế của mình từ thế kỉ 17 gần như phát triển tới đỉnh điểm. Vì "sự gia tăng việc sử dụng các hợp âm lạ, ít sử dụng hơn việc hòa âm, tăng cường sử dụng các giai điệu và biến đổi giữa các Điệu," (Meyer 1967, 241) việc sử dụng cấu trúc chung của việc hòa âm giảm dần tới một điểm mà "điều tốt nhất là hệ thống này đã không còn được biết đến nữa; điều tồi tệ nhất là chúng đi đến một điểm chung là cung cấp rất ít những hướng dẫn cho cả việc sáng tác lẫn thưởng thức âm nhạc." (Meyer 1967, 241)
Giọng điệu thông thường được quan tâm, với việc không giới hạn về thời gian và địa điểm mà tác phẩm được sáng tạo ra, và cũng ít có giới hạn về chất liệu hay phương pháp được dùng. Định nghĩa này gồm luôn cả nền âm nhạc phương Tây trước thế kỉ 17 và cũng rất nhiều trong các nền âm nhạc khác. Vào giữa thế kỉ 20, nó đã trở nên "bằng chứng rằng cấu trúc hợp âm 3 không nhất thiết tạo ra một tông trung tâm(tone center), không có hình thức hòa âm hợp âm 3 nào có thể được tạo ra để đóng vai trò như những thành phần trung gian và giả định về cấu trúc phức tạp 12 nốt không ngăn cản sự tồn tại của các tông trung tâm(tone center) (Perle 1991, 8). Đối với nhạc sĩ và lý thuyết gia âm nhạc George Perle, Giọng điệu không phải là "vấn đề liên quan đến tông trung tâm(tone-centeredness) dù là dựa trên hệ thống thứ bậc "tự nhiên" của các Cao độ xuất phát từ chuỗi Âm bồi(overtone) hay một một thứ tự "nhân tạo" trước khi sáng tác của các Cao độ; nó cũng không liên quan đến các cấu trúc Cao độ mà chúng ta có thể tìm thấy trong âm nhạc diatonic truyền thống" (Pitt 1995, 291).

## Lý thuyết nền tảng
Một cuộc tranh luận lại diễn ra về vấn đề nguồn gốc của thuật ngữ Giọng điệu là liệu Giọng điệu là tự nhiên hay phần cốt lõi trong âm thanh tự nhiên, liệu nó có phải là phần cốt lõi trong hệ thống dây thần kinh của con người hay một phần thuộc tâm lý học, liệu nó thuộc về bẩm sinh hay có thể học được, và mức độ của nó trong tất cả những điều này(Meyer 1967, 236). Một quan điểm được nhiều lý thuyết gia tin tưởng từ giữa thế kỉ thứ 19, ủng hộ một xuất bản trong năm 1862 là tái bản lần thứ nhất của Helmholtz có nhan đề "On the Sensation of Tone" (Helmholtz 1877), tin rằng hệ thống âm giai diatonic và Giọng điệu có nguồn gốc từ Âm bồi tự nhiên(Riemann 1872, Riemann 1875, Riemann 1882, Riemann 1893, Riemann 1905, Riemann & 1914–15; Schenker & 1906–35; Hindemith & 1937–70).
Rudolph Réti phân biệt giữa Giọng điệu hòa âm mang tính chất truyền thống được tìm thấy trong nhạc hòa điệu(homophony), và Giọng điệu giai điệu trong nhạc đơn điệu(monophony). Trong thể loại hòa âm, Giọng điệu được tạo trên Hợp âm V – I. Ông tranh luận rằng trong Hợp âm I-x-V-I(và tất cả hợp âm khác), V-I là bước duy nhất "ảnh hưởng lên Giọng điệu," và tất cả những Hợp âm còn lại, dù là diatonic hay không, ít nhiều giống với Hợp âm tonic(I)-Dominant(V), là "sự sáng tạo tự do của người nhạc sĩ". Ông mô tả Giọng điệu giai điệu(một thuật ngữ được sáng tạo một cách độc lập và sử dụng trước đó 10 năm bởi nhạc sĩ người Estonia Jaan Soonvald (Rais 1992, 46)) như "một sự khác biệt hoàn toàn với thể loại cổ điển," tại đó, "toàn bộ dòng được xem như một đơn vị âm nhạc thông qua mối quan hệ của nó với nốt cơ bản[Chủ âm]," Nốt này không phải luôn là Chủ âm như được diễn giải trong Giọng điệu hòa âm. Những ví dụ của ông là những bài của người Do Thái và nhạc nhà thờ và âm nhạc phương Đông, và ông cũng chỉ ra những giai điệu này thường được gián đoạn tại bất kì điểm nào và quay trở lại Chủ âm, tuy nhiên những Giai điệu này, như trong bài "The Magic Flute" của Mozart ở trên, luôn là "cấu trúc hòa âm – Điệu chặt chẽ", và bao gồm nhiều điểm "từ đó nó không bất hợp lý nếu như chúng ta không muốn hủy hoại những tầng cảm xúc sâu kín nhất của toàn bộ câu nhạc" để quay trở lại chủ âm(Reti 1958,[page needed]).
Sau B♮ x = quay trở lại Chủ âm gần với bình thường ⓧ (circled x) = có thể nhưng không phải là vòng tròn bình thường = không thể (Reti 1958,[page needed]) 

Như vậy, ông tranh luận, những Giai điệu không tuân theo các quy tắc hòa âm chỉ xuất hiện thêm một lần nữa trong âm nhạc các nước phương Tây sau, "Giọng điệu hòa âm bị bỏ mặc," như trong âm nhạc của Claude Debussy: "Giọng điệu giai điệu cùng với Sự chuyển giọng(modulation) chính là Giọng điệu hiện đại của Debussy" (Reti 1958, 23).

## Bên cạnh thời kì 1600 – 1900
Danh từ "Giọng điệu"(" tonality") và tính từ của nó "tonal" cũng được sử dụng một cách rộng rãi, trong việc nghiên cứu âm nhạc thời kì đầu và hiện đại tại phương Tây và cả trong âm nhạc truyền thống các nước khác(maqam của Ả Rập, raga của Ấn Độ, slendro của Indonexia,...),  về "sự xếp lại(arrangement) mang tính hệ thống của các Cao độ và mối quan hệ giữa chúng" (Hyer 2001; Hyer 2002). Felix Wörner, Ullrich Scheideler và Philip Rupprecht trong lời giới thiệu về tuyển tập các bài tiểu luận tập trung vào việc xem xét các khái niệm và việc ứng dụng của Giọng điệu trong những năm 1900 và 1950 mô tả nó như "Sự nhận thức về Điệu tính trong âm nhạc" (Wörner, Scheideler, and Rupprecht 2012, 11)..
Harold Powers, trong một chuỗi những bài báo, sử dụng thuật ngữ "Giọng điệu của thế kỉ 16"(Powers 1981, 439; Powers 1992, 12; Powers 1996, 221) và "Giọng điệu thời phục hưng"(Powers 1996, 226). Ông mượn một thuật ngữ Đức "Tonartentyp" của Siegfried Hermelink (1960), người có mối liên hệ với nhà soạn nhạc Palestrina, dịch sang tiếng Anh là "tonal type" (Powers 1981, 439), và ứng dụng một cách có hệ thống khái niệm "tonal types" trong thời đại Phục hưng và khái niệm đa âm song song(paraliturgical polyphony). Cristle Collins Judd(Tác giả của nhiều bài báo và một bài luận nghiên cứu về hệ thống Cao độ thời kì đầu tiên) phát hiện ra việc sử dụng "Giọng điệu" theo cách hiểu này trong các bài Thánh ca(motets) của Josquin Desprez (Judd 1992). Judd cũng viết về "Giọng điệu dựa trên những bài Thánh ca" (Judd 1998c), nghĩa là những sáng tác sử dụng nhiều giọng một lúc có Giọng điệu dựa trên nhạc nhà thờ. Peter Lefferts phát hiện "Các thể loại Giọng điệu khác nhau" trong những tác phẩm âm nhạc sử dụng nhiều giọng của nước Pháp trong thế kỉ 14(Lefferts 1995), những Học giả âm nhạc ở Ý như Marco Mangani và Daniele Sabaino ở cuối thời đại Phục Hưng(Mangani and Sabaino 2008), và vẫn còn nhiều tác giả khác nữa.
Việc sử dụng rộng rãi khái niệm "Giọng điệu" và tính từ của nó "tonal" được khuến khích bởi nhiều Học giả âm nhạc khác(dù có nhiều nguồn gốc khác nhau); vẫn có thể truy tìm nguồn gốc ban đầu, ví dụ trong nhưng bài báo được thu thập trong Judd 1998a. Một lý do hợp lý cho việc sử dụng hai thuật ngữ này là nỗ lực dịch từ tiếng Đức sang tiếng Anh thuật ngữ "Tonart" thành "tonality" và "Tonarten-" thành "tonal"(Ví dụ, nó được dịch như vậy trong bài báo New Grove "Mode", Powers et al. 2001, §V, 1, et passim; Powers 1981, 441; Powers 1982, 59, 61 etc.). Vì vậy, hai từ Đức khác là "Tonart" và "Tonalität" đôi khi cũng được dịch là "tonality" mặc dù chúng là hai từ khác nhau trong tiếng Đức.

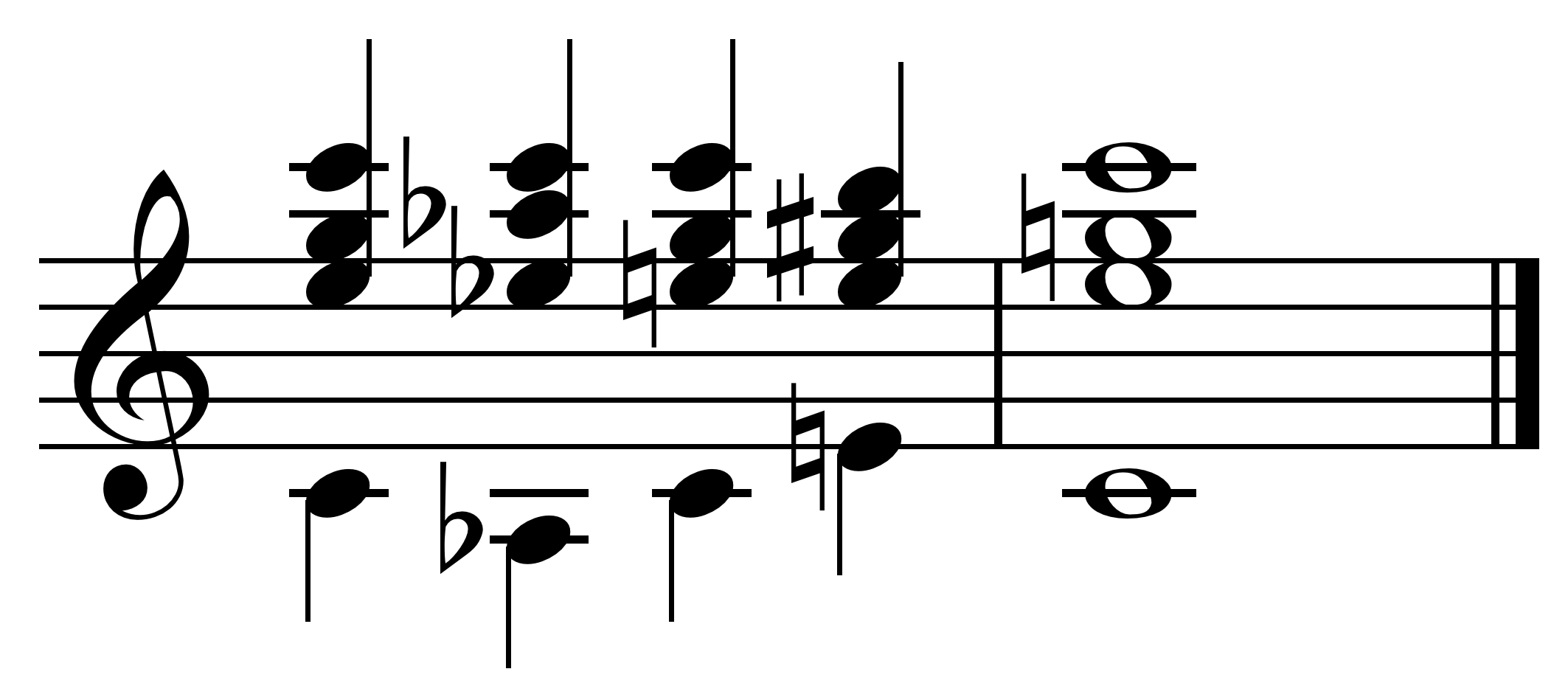
Mô tả của Riemann về Kết phi diatonic có Tonalität nhưng không có Tonart (Kopp 2011, 401)

Trong thế kỉ 20, âm nhạc không còn tuân theo những định nghĩa cứng nhắc về Giọng điệu của giai đoạn 1600-1900, tuy nhiên vẫn sử dụng những hiện tượng trong lĩnh vực âm nhạc(việc hòa âm, quy tắc Kết, quá trình hòa âm, kí hiệu giai điệu, sự phân loại về hình thức) cái mà liên quan trực tiếp đến Chủ âm (Hyer 2001). Ví dụ, những khuông nhạc đóng trong các tác phẩm của Béla Bartók với bộ dây (strings), bộ gõ (percussion) và đàn xê-les-ta (celesta) không sử dụng hợp âm 3, mà gồm một cặp phân tách – hội tụ của những dòng chromatic di chuyển tử một nốt La đồng âm(unison) đến một quãng 8 E♭rồi quay trở lại một nốt La đồng âm, cung cấp cấu trúc khung vững chắc dựa trên mối quan hệ 3 nốt, tuy nhiên mối quan hệ này không phải là một cái trục Chủ âm át mà là duy trì trong vùng chức năng đơn giản của Chủ âm, tức là La (Agawu 2009, 72). Để phân biệt thể loại Giọng điệu này(Ví dụ, cũng được tìm thấy trong nhạc của Barber, Berg, Bernstein, Britten, Fine, Hindemith, Poulenc, Prokofiev, và, đặc biệt, Stravinsky) với các loại khác xuất hiện trong thế kỉ 18, một số học giả sử dụng thuật ngữ "Tân giọng điệu"("neotonality") (Burkholder, Grout, and Palisca 2009, 838, 885; Silberman 2006, v, 2, 33, 37, 58, 65, 108), trong khi một số khác thích dùng thuật ngữ "centricity"(Straus 2000, 112–14), và số còn lại vẫn sử dụng thuật ngữ "Giọng điệu"("Tonality") (White 1979, 558) trong một cách hiểu phổ biến hơn hay sử dụng những cụm từ kết hợp đơn giản như "Giọng điệu mở rộng"("extended tonality") (Kholopov, Lyzhov).

## Những phương pháp tin học trong việc xác định Điệu tính
Trong ngành Lưu trữ âm nhạc học(music information retrieval), một số kĩ thuật để xác định Điệu tính của các tác phẩm âm nhạc trong âm nhạc Phương Tây cổ điển(Lưu trữ dưới dạng dữ liệu audio) một cách tự động. Những phương pháp này thường dựa trên một tập tin nén của Cao độ trong một tập hợp Cao độ 12 nốt(pitch class) và một bước nữa đó là tìm sự phù hợp nhất giữa tập tin này và một trong những vector mẫu của 24 Điệu tính trưởng và thứ(Purwins, Blankertz, and Obermayer 2000, 270–72). Để triển khai các bước này, thường Cố định điểm/bát độ(constant-Q transform) sẽ được dùng, thể hiện những kí hiệu âm nhạc trên một thang tần số log. Mặc dù sự đơn giản hóa trong những điểm căn bản nhất về khái niệm Giọng điệu, phương pháp này có thể dự đoán Điệu tính của âm nhạc cổ điển phương Tây một cách chính xác trong hầu hết các bản nhạc. Một số phương pháp khác cũng giúp xác định các yếu tố khác trong âm nhạc.